# Máriáss Melinda
Máriáss Melinda (Budapest, 1953. március 30. – Győr, 2015. február 6.) magyar színésznő.

## Életrajz
Máriáss József színész és Szilassy Ibolya színésznő lánya, testvére Meixler Ildikó bábművész. A Színház- és Filmművészeti Főiskolán tanult 1971 és 1974 között Vámos László osztályában. A főiskolát követően először a Nemzeti Színház, majd a debreceni Csokonai Színház, végül a Szegedi Nemzeti Színház előadásaiban szerepelt, de fellépett a Gyulai Várszínház egyes darabjaiban is.
Ezt követően több évet élt Franciaországban. Visszatérve Magyarországra Győrött szervezett színitanodát, amely bemutatta Barta Lajos Szerelem című művét, és francia-magyar koprodukcióban a Napraforgók című darabot is. Később létrehozta az Európa Színpad Egyesületet a győri Petőfi Sándor Városi Művelődési Központban. Az Európa Színpad 2000 márciusában tartotta első bemutatóját, amelyen Máriáss Melinda S. O. S. című darabját vitték színpadra. 2013-ban azonban az egyesület megszűnt.

## Színházi szerepei
| \| Szerző \| A darab címe \| Bemutató dátuma \| Társulat – Színház \| Játszott szerep \| Forrás \| \| ----------------------------------------------------- \| --------------------------------------------------------------------------------- \| -------------------- \| ----------------------------------------------------------------- \| ------------------------------------------------------- \| ------ \| \| Beaumarchais \| Figaro házassága \| 1971. október 30. \| József Attila Színház \| I. lány (f.h.) \| \| \| Kolozsvári Grandpierre Emil \| A kalózkisasszony \| 1972. január 14. \| Vidám Színpad \| Cicuka (f.h.) (szerepkettőzés Urbán Erika f.h.-val) \| \| \| Peter Weiss \| Hölderlin \| 1974. január 20. \| Nemzeti Színház \| Fritz; Henry; Christiane; Lotte (f.h.) \| \| \| Emil Sautter–Erik Charell–Jürg Amstein–Robert Gilbert \| Tűzijáték \| 1974. március 9. \| Színház- és Filmművészeti Főiskola – Ódry Színpad \| Paula, Gusztáv bácsi felesége (f.h.) \| \| \| Arthur Miller \| A salemi boszorkányok \| 1974. május 15. \| Színház- és Filmművészeti Főiskola – Ódry Színpad \| Merecy Lewis (f.h.) \| \| \| Száraz György \| A nagyszerű halál \| 1974. július 5. \| Békés Megyei Jókai Színház, Békéscsaba – Gyulai Várszínház, Gyula \| Wenckheimné \| \| \| William Shakespeare \| Lear király \| 1974. szeptember 28. \| Nemzeti Színház \| Cordelia, Lear lánya \| \| \| Palotai Boris \| Szigorú szerelmesek \| 1974. december 9. \| Nemzeti Színház – Katona József Színház \| Márta \| \| \| Hárs László (keretjáték) \| ’Életrajz’ \| 1975. február 10. \| Irodalmi Színpad – Fáklya Klub \| \| \| \| Veress Dániel \| Véres farsang \| 1975. július 4. \| Gyulai Várszínház, Gyula – Gyulai Nyár ’75 a Várszínházban \| Kendi Zsuzsanna, Boldizsár felesége, Kendi Sándor lánya \| , \| \| George Bernard Shaw \| A szonettek fekete hölgye \| 1975. szeptember 1. \| Nemzeti Színház – Budavári Palota Királypince \| A fekete hölgy \| \| \| Szalontay Mihály (szerkesztő) \| Reneszánsz szerelem \| 1976. január 18. \| Nemzeti Színház \| \| \| \| Alfred Grünwald–Fritz Löhner-Beda \| Bál a Savoyban \| 1976. október 1. \| Csokonai Színház, Debrecen \| La Tangolita, brazíliai táncosnő \| \| \| Ismeretlen szerző \| Pathelin Péter prókátor \| 1976. december 19. \| Csokonai Színház, Debrecen \| Guillemette, Pathelin felesége \| \| \| Oscar Bates–Zdanek Rziha \| Hogyan házasodott meg Petruska? \| 1976. december 19. \| Csokonai Színház, Debrecen \| Libuska; Rendőr; Ördög \| \| \| Szép Ernő \| Lila ákác \| 1977. január 28. \| Csokonai Színház, Debrecen \| Tóth Manci, táncosnő \| \| \| Miguel de Cervantes–Dale Wasserman \| La Mancha lovagja \| 1977. július 30. \| Nagyerdei Színház, Debrecen \| Aldonza \| \| \| Szakonyi Károly \| Hongkongi paróka \| 1977. október 6. \| Csokonai Színház Hungária Kamaraszínháza, Debrecen \| Ancsika \| \| \| Anton Pavlovics Csehov \| Három nővér \| 1977. november 26. \| Csokonai Színház, Debrecen \| Olga, Andrej egyik nővére \| \| \| John Van Druten–Joe Masteroff \| Kabaré \| 1978. január 21. \| Csokonai Színház, Debrecen \| Sally (szerepkettőzés Kállay Borival) \| \| \| Páskándi Géza \| A diákbolondító, vagy sok lúd disznót győz, avagy finomabban Bábuk közt egy ember \| 1978. április 1. \| Csokonai Színház, Debrecen \| Kencze Inczi, Keczmecz neje \| \| \| Krúdy Gyula \| Az arany meg az asszony \| 1978. október 30. \| Csokonai Színház Hungária Kamaraszínháza, Debrecen \| Anna (szerepkettőzés Dzsupin Ibolya m.v.-vel) \| \| \| Móricz Zsigmond \| Sátán \| 1978. október 30. \| Csokonai Színház Hungária Kamaraszínháza, Debrecen \| Asszony (szerepkettőzés Dzsupin Ibolya m.v.-vel) \| \| \| Csurka István \| Házmestersirató \| 1979. szeptember 28. \| Szegedi Nemzeti Színház Kisszínháza, Szeged \| Kati \| \| \| Pedro Calderón de la Barca \| Az élet álom \| 1980. január 11. \| Szegedi Nemzeti Színház Kisszínháza, Szeged \| Estrella \| \| \| John Van Druten–Joe Masteroff \| Kabaré \| 1980. március 8. \| Szegedi Nemzeti Színház Zenés Színháza, Szeged \| Sally \| \| \| Páskándi Géza \| Kálmán király \| 1980. július 19. \| Szegedi Szabadtéri Játékok, Szeged, Dóm tér \| Nádorné \| \| \| Thurzó Gábor \| Holló és sajt, avagy van pápánk \| 1980. december 5. \| Szegedi Nemzeti Színház Kisszínháza, Szeged \| Oriana, Apulia őrgrófnője \| \| \| Carlo Gozzi \| Turandot, a kínai hercegnő \| 1981. február 27. \| Szegedi Nemzeti Színház Zenés Színháza, Szeged \| Adelma \| \| \| Jiří Voskovec–Jan Werich–Spiró György \| Gólem \| 1981. március 27. \| Szegedi Nemzeti Színház Kisszínháza, Szeged \| Sirael, mesterséges nő \| \| \| \| A magyar líra fesztiválja \| 1981. augusztus 6. \| Gyulai Várszínház \| \| \| \| Mario Fratti \| A nagy trükk \| 1981. október 9. \| Szegedi Nemzeti Színház Kisszínháza, Szeged \| Diana (szerepátadás Deák Évának 1982. január 16-tól) \| \| |                                                                                   |                      |                                                                   |                                                         |        |
| Szerző | A darab címe                                                                      | Bemutató dátuma      | Társulat – Színház                                                | Játszott szerep                                         | Forrás |
| Beaumarchais | Figaro házassága                                                                  | 1971. október 30.    | József Attila Színház                                             | I. lány (f.h.)                                          |        |
| Kolozsvári Grandpierre Emil | A kalózkisasszony                                                                 | 1972. január 14.     | Vidám Színpad                                                     | Cicuka (f.h.) (szerepkettőzés Urbán Erika f.h.-val)     |        |
| Peter Weiss | Hölderlin                                                                         | 1974. január 20.     | Nemzeti Színház                                                   | Fritz; Henry; Christiane; Lotte (f.h.)                  |        |
| Emil Sautter–Erik Charell–Jürg Amstein–Robert Gilbert | Tűzijáték                                                                         | 1974. március 9.     | Színház- és Filmművészeti Főiskola – Ódry Színpad                 | Paula, Gusztáv bácsi felesége (f.h.)                    |        |
| Arthur Miller | A salemi boszorkányok                                                             | 1974. május 15.      | Színház- és Filmművészeti Főiskola – Ódry Színpad                 | Merecy Lewis (f.h.)                                     |        |
| Száraz György | A nagyszerű halál                                                                 | 1974. július 5.      | Békés Megyei Jókai Színház, Békéscsaba – Gyulai Várszínház, Gyula | Wenckheimné                                             |        |
| William Shakespeare | Lear király                                                                       | 1974. szeptember 28. | Nemzeti Színház                                                   | Cordelia, Lear lánya                                    |        |
| Palotai Boris | Szigorú szerelmesek                                                               | 1974. december 9.    | Nemzeti Színház – Katona József Színház                           | Márta                                                   |        |
| Hárs László (keretjáték) | ’Életrajz’                                                                        | 1975. február 10.    | Irodalmi Színpad – Fáklya Klub                                    |                                                         |        |
| Veress Dániel | Véres farsang                                                                     | 1975. július 4.      | Gyulai Várszínház, Gyula – Gyulai Nyár ’75 a Várszínházban        | Kendi Zsuzsanna, Boldizsár felesége, Kendi Sándor lánya | ,      |
| George Bernard Shaw | A szonettek fekete hölgye                                                         | 1975. szeptember 1.  | Nemzeti Színház – Budavári Palota Királypince                     | A fekete hölgy                                          |        |
| Szalontay Mihály (szerkesztő) | Reneszánsz szerelem                                                               | 1976. január 18.     | Nemzeti Színház                                                   |                                                         |        |
| Alfred Grünwald–Fritz Löhner-Beda | Bál a Savoyban                                                                    | 1976. október 1.     | Csokonai Színház, Debrecen                                        | La Tangolita, brazíliai táncosnő                        |        |
| Ismeretlen szerző | Pathelin Péter prókátor                                                           | 1976. december 19.   | Csokonai Színház, Debrecen                                        | Guillemette, Pathelin felesége                          |        |
| Oscar Bates–Zdanek Rziha | Hogyan házasodott meg Petruska?                                                   | 1976. december 19.   | Csokonai Színház, Debrecen                                        | Libuska; Rendőr; Ördög                                  |        |
| Szép Ernő | Lila ákác                                                                         | 1977. január 28.     | Csokonai Színház, Debrecen                                        | Tóth Manci, táncosnő                                    |        |
| Miguel de Cervantes–Dale Wasserman | La Mancha lovagja                                                                 | 1977. július 30.     | Nagyerdei Színház, Debrecen                                       | Aldonza                                                 |        |
| Szakonyi Károly | Hongkongi paróka                                                                  | 1977. október 6.     | Csokonai Színház Hungária Kamaraszínháza, Debrecen                | Ancsika                                                 |        |
| Anton Pavlovics Csehov | Három nővér                                                                       | 1977. november 26.   | Csokonai Színház, Debrecen                                        | Olga, Andrej egyik nővére                               |        |
| John Van Druten–Joe Masteroff | Kabaré                                                                            | 1978. január 21.     | Csokonai Színház, Debrecen                                        | Sally (szerepkettőzés Kállay Borival)                   |        |
| Páskándi Géza | A diákbolondító, vagy sok lúd disznót győz, avagy finomabban Bábuk közt egy ember | 1978. április 1.     | Csokonai Színház, Debrecen                                        | Kencze Inczi, Keczmecz neje                             |        |
| Krúdy Gyula | Az arany meg az asszony                                                           | 1978. október 30.    | Csokonai Színház Hungária Kamaraszínháza, Debrecen                | Anna (szerepkettőzés Dzsupin Ibolya m.v.-vel)           |        |
| Móricz Zsigmond | Sátán                                                                             | 1978. október 30.    | Csokonai Színház Hungária Kamaraszínháza, Debrecen                | Asszony (szerepkettőzés Dzsupin Ibolya m.v.-vel)        |        |
| Csurka István | Házmestersirató                                                                   | 1979. szeptember 28. | Szegedi Nemzeti Színház Kisszínháza, Szeged                       | Kati                                                    |        |
| Pedro Calderón de la Barca | Az élet álom                                                                      | 1980. január 11.     | Szegedi Nemzeti Színház Kisszínháza, Szeged                       | Estrella                                                |        |
| John Van Druten–Joe Masteroff | Kabaré                                                                            | 1980. március 8.     | Szegedi Nemzeti Színház Zenés Színháza, Szeged                    | Sally                                                   |        |
| Páskándi Géza | Kálmán király                                                                     | 1980. július 19.     | Szegedi Szabadtéri Játékok, Szeged, Dóm tér                       | Nádorné                                                 |        |
| Thurzó Gábor | Holló és sajt, avagy van pápánk                                                   | 1980. december 5.    | Szegedi Nemzeti Színház Kisszínháza, Szeged                       | Oriana, Apulia őrgrófnője                               |        |
| Carlo Gozzi | Turandot, a kínai hercegnő                                                        | 1981. február 27.    | Szegedi Nemzeti Színház Zenés Színháza, Szeged                    | Adelma                                                  |        |
| Jiří Voskovec–Jan Werich–Spiró György | Gólem                                                                             | 1981. március 27.    | Szegedi Nemzeti Színház Kisszínháza, Szeged                       | Sirael, mesterséges nő                                  |        |
| | A magyar líra fesztiválja                                                         | 1981. augusztus 6.   | Gyulai Várszínház                                                 |                                                         |        |
| Mario Fratti | A nagy trükk                                                                      | 1981. október 9.     | Szegedi Nemzeti Színház Kisszínháza, Szeged                       | Diana (szerepátadás Deák Évának 1982. január 16-tól)    |        |

## Filmjei
- Drága besúgott barátaim (2012) taxis nő
- Ripacsok (1981) tévérendező-asszisztens
- Ámokfutás (1974) Mária húga
- Ki van a tojásban? (1973) Gézuka
- Szabad lélegzet (1973) Erzsi, Jutka barátnője